# Eipenke
Die Eipenke im Harz ist ein etwa 3,5 km langer, linker und orografisch östlicher Zufluss der Söse nahe Osterode im Landkreis Göttingen in Niedersachsen.

## Name
In den Jahren zwischen 1460 und 1635 wird  der Fluss Eckmecke/Eikeme genannt. Bei dem Namen wurde das niederdeutsche Wort *Eikenbeke für 'Eichenbach' verballhornt.

## Verlauf
Die Eipenke entspringt im Oberharz im Naturpark Harz. Ihre Quelle liegt südlich des Sösestausees und östlich von Osterode am Harz in den Südwestausläufern des Gebirgskamms Auf dem Acker (865,1 m) zwischen dem nördlichen Wüstentalskopf (ca. 540 m) und dem südlichen Schindelkopf (ca. 629 m) auf etwa 445 m ü. NN. Sie fließt westwärts durch den Osteroder Stadtwald und mündet nach südlichem Passieren des Sösekopfs (auch Sösenkopf genannt; 423,1 m) beim Osteroder Ortsteil Scheerenberg auf rund 255 m ü. NN in den Rhume-Zufluss Söse.